# 截角星形八面體
在幾何學中，截角星形八面體，又稱為二複合截角四面體（英語：Compound of two truncated tetrahedra）或截角二複合正四面體，是一種凹多面體，屬於星形多面體，
也是一中半正多面體的均勻複合體，外觀看起來像兩個截角四面體卡在一起，或是截去頂點的星形八面體。從其考克斯特記號可以看出：該複合體表示的兩個對偶中，其中一個位置與截角交錯正方體相關，其在考克斯特記號中以表示。
頂點排佈與凸形雷同，但是是具有12個矩形面的不均勻小斜方截半立方體。